# Григор Мличеци
Григор Мличеци (на арменски: Գրիգոր Մլիճեցի), известен и като Григор Скевраци (на арменски: Գրիգոր Սկևռացի), е средновековен арменски калиграф и художник-миниатюрист, един от най-изтъкнатите представители на Киликийската школа на книжната живопис. Живее през 12 – 13 век в Киликийското царство. Известни са няколко негови ръкописа, един от които е „Книгата на скръбните песнопения“ на Григор Нарекаци.

## Биография
За Григор Мличеци няма точни биографични данни. За датата и мястото на раждане се предполага, че е роден в Млич не по-рано от 1150 г. Един от учителите му на книжната живопис е Костандин, автор на илюстрациите на т.нар. Венецианско евангелие от 1193 г., което се съхранява на остров Сан Лазар, в библиотеката на ордена на мъхитаристите (манускрипт No 1635). В колофоните на своите ръкописи Григор споменава името на още един свой учител – Вардан. Според някои изследователи, от 1173 г. и в продължение на 40 години Григор работи в скриптория на манастира Скевра; според други, основното му място на работа е Румкале.
Годината на смъртта на Григор, 1215 г., е определена по датата на последния му ръкопис на евангелие, който не успява да завърши. Датата е вписана в ръкописа от неговия ученик, дякон Григор, който завършва илюстрациите на евангелието. Мястото на неговата кончина е манастирът Скевра, в който е изготвян ръкописът.

## Творчество
Точният брой на ръкописите с илюстрациите на Григор не е известен, приема се, че са не по-малко от пет. Те се различават от другите произведения на Киликийската школа и заемат специално място в историята на изкуството на килийската миниатюра. Стилът и талантът на художника се откроява в известните миниатюри на няколкото добре изучени ръкописа. Неговите илюстрации на „Книгата на скръбни песнопения“ и Лвовското евангелие се смятат за едни от най-ценните паметници на староарменската живопис.
В Матенадаран под номер 1568 се съхранява първият илюстриран екземпляр на „Книгата на скръбни песнопения“. Другото название на ръкописа е „Нарек“. Автор на книгата е поетът богослов Григор Нарекаци, живял през 10. век. Григор Мличеци я илюстрира през 1173 г. за архиепископа на Тарс, Нерсес Ламбронаци. Книгата била предназначена за лично ползване и размерът ѝ не е голям – 15.4х11.7 cm. Запазилият се до днес ръкопис е повреден, оцеляли са два титулни листа и четири миниатюри, представящи различни образи на Григор Нарекаци. „Нарек“ се оценява като едно изискано творение на Григор. В украсата на книгата се проявява стилът на художника – финото изписване на рисунката, живите изображения, деликатната хармония на багрите в съчетание със злато.
Другият известен ръкопис с миниатюрите на Григор е Лвовското евангелие. В арменската традиция то се нарича „Скеврско“ на името на мястото, където е създадено. Работата по преписването на евангелие и неговото илюстриране Григор започва в Млич. Завършва я в Скевра около 1197/98 – 1198/99 г. От записите в колофоните, 8 на брой, следва, че ръкописът е поръчан от свещеник Степанос. Манускриптът представлява четвероевангелие, написан върху красив кипърски пергамент, закупен от Степанос. Състои се от 426 листа и съдържа пищни хорани (таблици на каноните), изящни портрети на четиримата евангелисти, титулни страници на четирите евангелия, тематични миниатюри, маргиналии и декоративни инициали. Четверовангелието се преписва и илюстрира за коронацията на царя на Киликия Левон I, състояла се на 6 януари 1198 г. в катедралата на Тарс. Ръкописът се съхранявал от арменската униатска община в полския град Лвов, оттам идва и неговото название. По време на Втората световна война той се губи и отново се открива в град Гнезно. През 2006 г. се предава в Националната библиотека във Варшава (манускрипт Akc.17680).
С името на Григор Мличеци се свързват още две ръкописни евангелия – Тигранакертското (1173 г.) и Токатското (1174 г.). За Тигранакертското евангелие се знае, че било съхранявано в църквата Свети Карапет на града, сегашното му местонахождение е неизвестно. Токатското евангелие според изследователите на арменската миниатюра е създадено в Румкале. Първоначално предназначено за католикос Нерсес IV Шнорали (Нерсес Благодатни) то става собственост на неговия приемник, католикос Григор IV (Григор IV Млади). Ръкописът се намирал в Токат, но се загубва през 1915 г. по време на арменската депортация. Съществуват само направените преди това събитие черно-бели снимки на две миниатюри от титулните листове към евангелието от Марк и към евангелието от Лука.
Последният ръкопис от 1215 г., наричан в научната литература Исфаханско евангелие, се пази в колекцията на арменския манастир „Свети Спасител“ в Исфахан (Нова Джулфа) под номер 546/25.